# Le Lapin à l'oseille
 (octobre 2024).
Pour plus de détails, voir Fiche technique et Distribution.
Le Lapin à l'oseille (The Million Hare) est un court métrage d'animation de la série américaine Looney Tunes, réalisé par Robert McKimson et sorti le 6 avril 1963, qui met en scène Bugs Bunny et Daffy Duck.

## Fiche technique
- Gérard Surugue : Bugs Bunny
- Patrick Guillemin : Daffy Duck
- Bernard Métraux : Annonceur